# ادوینینپولکو

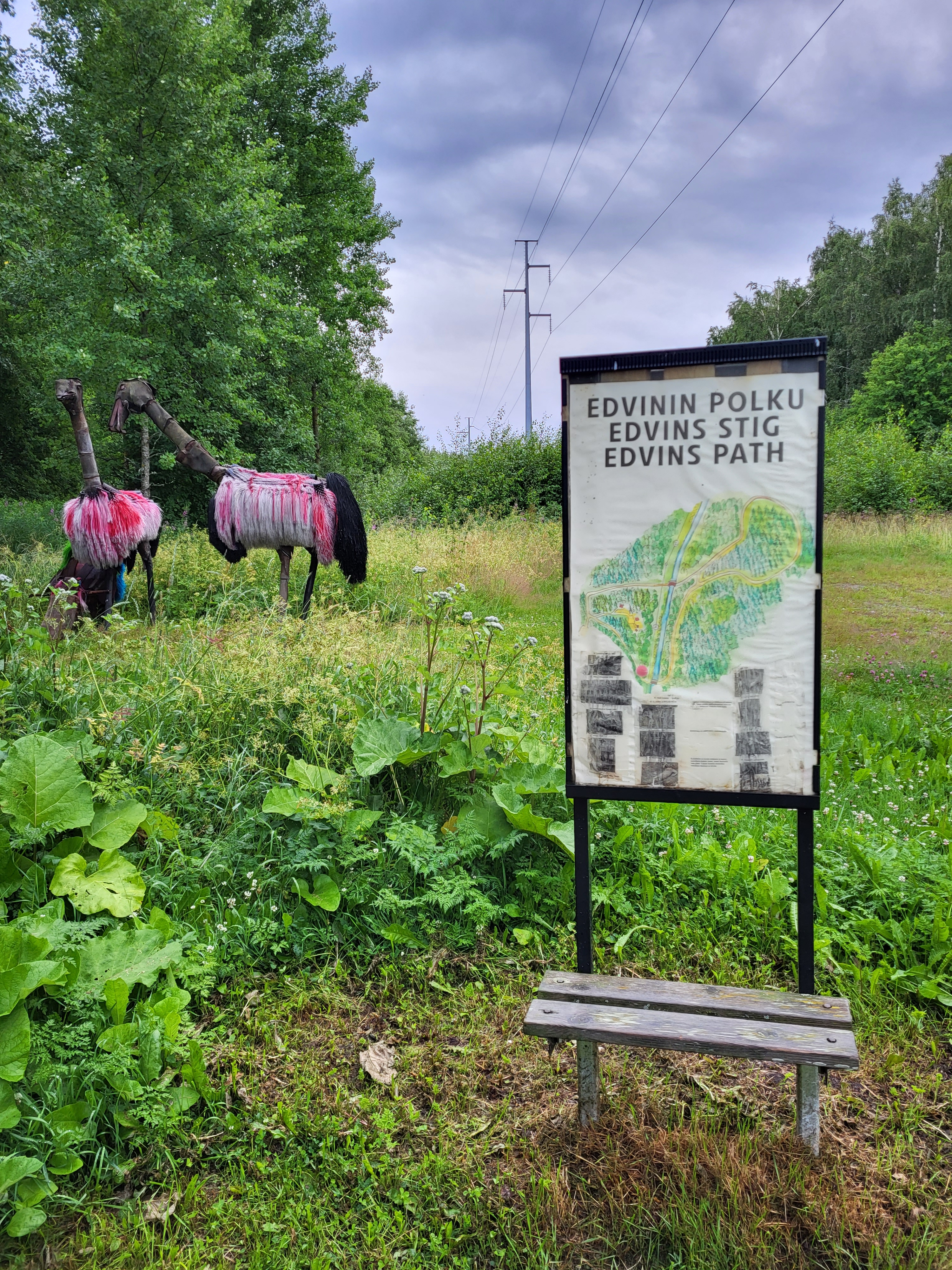
مجسمه‌های ادوین هوونکسکی در پارک هنری ادوینینپولکو واسا فنلاند

ادوینینپولکو یک منطقه تفریحی در فضای باز در واسا، فنلاند است. این منطقه در مرز بین آسولی‌کولا و پورولا واقع شده است و به خاطر آثار هنری فضای باز ادوین هوونکسکی در طول مسیرش مشهور است. این آثار را می‌توان به عنوان هنر بیرونی یا هنر ITE (زندگی خودساخته) طبقه‌بندی کرد.
ادوینینپولکو در سال ۱۹۸۱ تأسیس شد. این منطقه با هدف ساخت مسیر پیاده‌روی در حال ساخت بود و هِوُنکوسکی آثار خود را به کناره‌های مسیر آن منتقل کرد. این منطقه در اوج خود، حدود ۳۰۰ اثر داشت، اما به مرور آثار ساخته شده از چوب تا حدی تخریب شدند، بنابراین تعداد آثار اکنون تنها بیش از ۱۰۰ اثر است. این آثار از چوب، ضایعات فلزی و مواد بازیافتی ساخته شده‌اند. اولین آثار در سال ۱۹۸۳، چند سال پس از تأسیس ادوینینپولکو، تکمیل شدند. این منطقه همچنین یک موزه زیرزمینی دارد.